# Zlostavljanje tijekom poroda
Zlostavljanje tijekom poroda ili opstetričko nasilje je zlostavljanje žena tijekom poroda u obliku zanemarivanja, verbalnog, fizičkog zlostavljanja i/ili nedostatka poštovanja. Opstetričko nasilje smatra se oblikom nasilja nad ženama i kršenjem ženskih prava. Ovo je problem koji se događa u zdravstvenim ustanovama širom svijeta. Prema studijama Svjetske zdravstvene organizacije ovaj oblik nasilja može imati ozbiljne posljedice i za majku i dijete. Naime, zlostavljanje tijekom poroda može spriječiti žene u traženju prenatalne njege i korištenju drugih zdravstvenih usluga u budućnosti.
Daljnji primjeri zlostavljanja tijekom poroda uključuju skrb bez pristanka, skrb koja nije povjerljiva, nedostojanstvenu skrb, diskriminaciju, napuštanje skrbi i zadržavanje u ustanovama. Adolescentice, žene koje nisu udate, žene niskog socioekonomskog statusa, migrantice, žene zaražene HIV-om i žene iz etničkih manjina izložene su većem riziku od zlostavljanja tijekom poroda.

## Definicija i oblici zlostavljanja
Svjetska zdravstvena organizacija napominje da zlostavljanje tijekom poroda tek treba biti konačno definirano ili izmjereno na znanstveni način. Međutim, zlostavljanje tijekom poroda općenito se definira kao zanemarivanje, verbalno, fizičko zlostavljanje i/ili nepoštivanje tretmana od strane zdravstvenih djelatnika prema pacijenticama u porodu. Takvo zlostavljanje smatra se kršenjem ženskih ljudskih prava.
Zlostavljanje tijekom poroda može se pojaviti u širokom spektru i može se vidjeti u oblicima povjerljive skrbi, nedostojanstvene skrbi, diskriminacije, otvorenog fizičkog zlostavljanja, skrbi bez pristanka, napuštanja skrbi i/ili zatočenja u ustanovama.
Nepovjerljiva skrb znači da je žena bila fizički izložena drugima u ustanovi ili da su njezini medicinski podaci bili otkriveni bez njenog pristanka. Nedostojanstvena skrb uključuje davatelja koji kori, prijeti ili obeshrabruje pacijenticu pri porodu. Diskriminacija u ovom kontekstu odnosi se na odbijanje pružanja skrbi zbog dobi, zdravstvenog stanja ili kulturnog/jezičnog podrijetla pacijentice. Njega bez pristanka događa se kada se medicinski zahvati, poput carskog reza ili sterilizacije, ne objasne u potpunosti prije nego što se izvrše. Tjelesno zlostavljanje uključuje udaranje, štipanje, sputavanje, uskraćivanje lijekova protiv bolova, pa čak i silovanje ili seksualni napad. Napuštanje skrbi je kada je pružatelj usluga odsutan ili se pacijentica ignorira ili joj se uskraćuje druženje s najbližima. Na kraju, zatočenje u ustanovama odnosi se na to da pružatelji usluga ne dopuštaju pacijentici da ode zbog nepodmirenih sredstava, neplaćanja mita itd.

## Epidemiologija i posljedice
Svjetska zdravstvena organizacija provela je istraživanja o rasprostranjenosti zlostavljanja u porodu. Njihova istraživanja pokazuju da se žene koje rađaju u medicinskim ustanovama često i globalno suočavaju s nepoštivanjem, zlostavljanjem i/ili zanemarivanjem.
Studija provedena 2020. godine u Gani, Gvineji, Mianmaru i Nigeriji je pokazala da je više od 40 % promatranih žena i 35 % ispitanih žena doživjelo zlostavljanje tijekom poroda. Nadalje, smatra se da su adolescentice, migrantice, žene zaražene HIV-om i žene iz etničkih manjina će biti češće zlostavljane tijekom poroda od ostalih.
Žene tijekom poroda su vrlo ranjive i često se ne mogu zaštititi od zlostavljanja, pa posljedice opstetričkog nasilja mogu biti ozbiljne i za majku i za dijete. Nasilni odnos koji se stvara između žene i njezinih zdravstvenih djelatnika kao posljedica zlostavljanja tijekom poroda često dovodi do toga da žena razvije opće nepovjerenje u zdravstvene usluge i zdravstveni sustav. Nadalje, posljedice se mogu proširiti i na nevoljkost u traženju prenatalne njege, liječničke pomoći tijekom poroda kao i drugih zdravstvenih usluga u budućnosti.

## Geografija

### Sjeverna i Južna Amerika
Neki se izvori pozivaju na sjevernoameričke opstetričare i ginekologe, osobito između 1950-ih i 1980-ih, koji su prakticirali takozvani "mužev šav". "Mužev šav"  uključuje nepotrebno dodavanje šavova prilikom šivanja međice nakon ureza ili epiziotomije ili prirodnog pucanja tkiva međice koje se dogodi tijekom poroda. Ovakva praksa se navodno provodi kako bi se povećalo buduće seksualno zadovoljstvo muža iako ženi često izaziva dugotrajnu bol i nelagodu. Nema dokaza da je takva praksa bila široko rasprostranjena u Sjevernoj Americi, ali se često spominje u studijama o epiziotomiji u nekim južno američkim zemljama, poput Brazila.
Nedavno se počelo više govoriti o tretmanu sjevernoameričkih liječnika prema trudnicama. Smatra se da je došlo do "ispravljanja" opstetričkog nasilja i da je pravo žena na izbor u nekim situacijama ugroženo. U slučajevima kada životi žene i fetusa nisu ugroženi, žena ima pravo odbiti postupke poput carskog reza, epiziotomije ili porod uz pomoć vakuuma. Međutim, žene se često prisiljavaju na ove invazivne zahvate, unatoč činjenici da je utvrđeno da takva prisila uzrokuje dugotrajne štetne posljedice, a mnoge žene iskustvo uspoređuju sa silovanjem.
Izraz "opstetričko nasilje"  se posebno koristi u zemljama Latinske Amerike, gdje zakon zabranjuje takvo zlostavljanje. Ovi zakoni postoje u nekoliko zemalja Latinske Amerike, uključujući Argentinu, Portoriko i Venezuelu.
Istraživanje opstetričkog nasilja u dvije javne bolnice u Meksiku, koje je analiziralo iskustva poroda tijekom jednog mjeseca u 2012. godini pokazalo je da se fizičko zlostavljanje, verbalno zlostavljanje i diskriminacija događaju otvoreno u svim ustanovama. Žene koje imaju državno zdravstveno osiguranje su bile izložene najvećoj diskriminaciji od strane zdravstvenih djelatnika.

### Afrika
Tanzanija je afrička država s poviješću zlostavljanja tijekom poroda. Shannon McMahon i druge istraživali su 2011. jesu li navodne intervencije za smanjenje učestalosti zlostavljanja tijekom poroda bile učinkovite. Žene su tijekom intervjua, u početku svoja iskustva nazivale neutralnim ili boljim. Međutim, nakon što su im prikazani različiti aspekti zlostavljanja, velika većina žena je izvijestila o zlostavljanju tijekom poroda. U razdoblju 2013. – 2014. Hannah Ratcliffe i druge napravile su istraživačku studiju o mogućim intervencijama za poboljšanje iskustava žena pri porodu. Proveli su "otvoreni dan rađanja" koji je olakšao komunikaciju između pacijentica i pružatelja usluga te ih educirao o postupcima rađanja. Tim je također proveo radionicu pod nazivom "poštujuća prenatalna skrb" namijenjenu razgovorima o stvaranju poštovanja između zdravstvenog osoblja i pacijentica. Otkrili su da je ovaj pristup bio uspješan. Zabilježeno je povećanje od 60 % zadovoljstva iskustvom porođaja. Tijekom istog vremenskog razdoblja kao i Ratcliffeovo istraživanje, Stephanie Kujawaki i druge provele su usporednu studiju poroda s i bez intervencija. Polazna osnova za studiju je provedena u razdoblju 2011. – 2012., a posljednja polovica studije provedena je 2015. godine. Otkriveno je da je došlo do 66 % smanjenja zlostavljanja i nepoštivanja tijekom poroda nakon intervencija. Ova studija pokazuje da reforme zajednice i zdravstvenog sustava mogu pomoći u promjeni i preoblikovanju normi u kojima se žene zlostavljaju tijekom poroda.

### Azija
U razdoblju 2014. – 2015. Shreeporna Bhattacharya i TK Sundari Ravindran željele su kvantitativno, putem upitnika, utvrditi učestalost zlostavljanja tijekom poroda u okrugu Varanasi na sjeveru Indije. Dva ruralna bloka u okrugu Varanasi s visokom stopom institucionaliziranih poroda bila su u fokusu studije, a subjekti su nasumično odabrani među ženama koje su živjele u tom području. Bhattacharya i Ravindran izvještavaju da je učestalost zlostavljanja bila 28,8 %, a "zlostavljačko ponašanje" djeluje kao opći pojam. Dva najčešća oblika zlostavljanja bila su nedostojanstvena skrb (19,3 %) i fizičko zlostavljanje (13,4 %). Nadalje, 8,5 % žena je izjavilo da je zanemareno ili napušteno, 5,6 % je imalo nepovjerljivu skrb, a 4,9 % se suočilo s poniženjem zbog nedostatka čistoće. Autorice također napominju da je 90,5 % ispitanica naišlo na neprikladne zahtjeve za novcem. Što se tiče korelacije, nije bilo značajne veze između društveno-ekonomskog statusa i zlostavljanja, iako su žene koje su se suočile s komplikacijama tijekom poroda imale četiri puta veću vjerojatnost da će doživjeti zlostavljanje u ustanovama.
Fatima Alzyoud i kolege proučavali su zlostavljanje tijekom poroda u Jordanu, posebno u oblicima zanemarivanja i verbalnog zlostavljanja. Istraživanje je bilo provedeno u četiri državna centra za zdravlje majke i djeteta, a u ispitivanju je sudjelovalo 390 jordanskih žena u dobi od 18 do 45 godina. Ljestvica verbalnog zlostavljanja i zanemarivanja pri porodu (Childbirth Verbal Abuse and Neglect scale - CVANS) pokazala je da je 32,2 % ispitanica doživjelo zanemarivanje, a da je 37, 7% njih bilo suočeno s verbalnim zlostavljanjem tijekom posljednjeg porođaja.